# Pasquale D'Alessandro
Pasquale D'Alessandro (Cosenza, 10 ottobre 1956) è un autore televisivo e dirigente d'azienda italiano.

## Biografia
Laureato in lettere moderne, nel 1990 comincia la sua consulenza con la Rai presso la Divisione stampa e attività promozionale. È stato autore di due trasmissioni condotte da Michele Mirabella ed entrambi in onda su Rai 2: Siamo alla frutta (condotta insieme a Toni Garrani) e VedRai, curandola dal 1990 al 1993. D'Alessandro ha anche curato la trasmissione Canal Grande condotta da Ugo Gregoretti. Nel 1995 entra alla RAI come dirigente. Dal 2000 al 2002 ha curato insieme a Pippo Baudo la trasmissione Novecento, andata in onda su Rai 3 e poi su Rai 1.
È stato vicedirettore di Rai 3 dal 2002 al 2007 come responsabile dei programmi culturali della rete come Sfide, Passepartout e Che tempo che fa; come vicedirettore porterà in prima serata trasmissioni di approfondimento storico come Correva l'anno, Gli archivi della storia ed Enigma. Nel giugno 2006 vince il premio giornalistico internazionale Santa Margherita Ligure per la cultura Nicola Abbagnano. Il 7 luglio 2007 viene nominato vicepresidente di Rai Sat e vicedirettore di Rai 2.
Il 1º ottobre 2009 viene nominato responsabile all'Innovazione e al Prodotto. È docente di semiologia dei linguaggi audiovisivi presso la Facoltà di Sociologia dell'Università degli Studi Federico II di Napoli. Nel 2010 è stato nominato direttore di Rai 5, incarico che manterrà fino al 2011. Dal 20 luglio 2011 viene nominato direttore di Rai 2 per proposta del Direttore generale Lorenza Lei succedendo a Massimo Liofredi passato a dirigere Rai Ragazzi. Durante la sua direzione alla seconda rete i nuovi programmi da lui proposti non brilleranno e la rete precipiterà con gli ascolti a causa di scelte non condivise ed imposte e dell'assenza di Annozero dal palinsesto di Rai 2.
Tra i programmi voluti da D'Alessandro non hanno brillato i programmi Italia Coast2Coast, Eva, Guardami, London Live 2.0 e Wikitaly. D'Alessandro lascerà la rete il 29 novembre 2012 cedendo il posto ad Angelo Teodoli, tornando a rioccuparsi di Innovazione e Prodotto. Il 19 settembre 2013 il consiglio d'amministrazione della Rai lo nomina nuovamente direttore di Rai 5, incarico che lasciò due anni prima per dirigere Rai 2, con l'obiettivo di ridisegnarne la linea editoriale indirizzandola verso una linea culturale e più vicina al ruolo di servizio pubblico.
Il 21 novembre 2017 D'Alessandro lascia per la seconda volta la direzione di Rai 5 per passare al ruolo di Sovraintendente dell’Orchestra sinfonica nazionale della RAI di Torino.